# Antonio Lowe
Antonio Lowe (sinh ngày 9 tháng 6 năm 1986) là một cầu thủ bóng đá người Bermuda thi đấu cho Dandy Town Hornets.

## Sự nghiệp câu lạc bộ
Anh thi đấu cho CBU Capers ở vị trí hậu vệ, cùng với Jason Davis và Jacqui Simons.

## Sự nghiệp quốc tế
Anh có màn ra mắt cho Bermuda vào tháng 12 năm 2007 trong trận giao hữu với St Kitts & Nevis và ra sân tổng cộng 8 lần, không ghi được bàn nào. Anh từng đại diện quốc gia thi đấu 3 trận tại Vòng loại giải vô địch bóng đá thế giới.
Trận đấu quốc tế cuối cùng của anh là vào tháng 8 năm 2008 tại trận vòng loại Cúp Vàng CONCACAF trước Quần đảo Cayman.